# 14042 Agafonov
14042 Agafonov este un asteroid din centura principală de asteroizi.

## Descriere
14042 Agafonov este un asteroid din centura principală de asteroizi. A fost descoperit pe 16 octombrie 1995 la Zelenchukskaya Station de Timur V. Kryachko. Asteroidul prezintă o orbită caracterizată de o semiaxă mare de 2,21 ua, o excentricitate de 0,17 și o înclinație de 4,2° în raport cu ecliptica.